# Colom ullnú
El colom ullnú (Patagioenas corensis) és una espècie d'ocell de la família dels colúmbids (Columbidae) que habita matolls, manglars i terres de conreu de les terres baixes a la llarga de la costa de nord-est de Colòmbia, Veneçuela i illes properes.